# Helmut Plattner (Organist)
Helmut Plattner (* 31. März 1927 in Hermannstadt, Siebenbürgen; † 29. Dezember 2012 in Berlin) war ein rumäniendeutscher Organist aus Siebenbürgen.

## Biografie

### Werdegang in Rumänien
Helmut Plattner wuchs in der reichen kirchenmusikalischen Tradition Siebenbürgens auf, die durch Zuwanderer und deutsche Musiker mitgeprägt wurde. Er hatte bereits vor seinem Musikstudium an der Musikhochschule Bukarest in Hermannstadt privat den Karl-Straube-Schüler sowie den Hermannstädter Stadtkantor Franz Xaver Dressler (1898–1981) zum Mentor. Ein in Berlin geplantes Musikstudium wurde ihm in Rumänien nicht gestattet, wo es damals keine offizielle Möglichkeit gab, dort Orgel zu studieren. An der Bukarester Musikhochschule studierte er deshalb von 1946 bis 1953 das Hauptfach Klavier. Plattner wurde später der erste Orgelpädagoge an dieser Musikhochschule, als dieses Fach dort erstmals eingerichtet wurde.
In Prag nahm Plattner weiterhin Orgelunterricht bei Jiří Reinberger. In derselben Stadt gewann er 1958 den Orgelwettbewerb des Prager Frühlings.

### Im Westen
Nach seiner Übersiedlung 1973 nach Deutschland war seine erste Station als Kirchenmusiker die Neue Pauluskirche in Essen. Danach wurde er Stadtkirchenorganist und Kirchenmusikdirektor in Bayreuth, wo er regelmäßig solistische Konzertreihen aufführte, wie z. B. alle Händelschen Orgelkonzerte mit Orchester und das Bachsche Gesamtwerk für Orgel, das er mehrmals aufführte. Mit seinem Kantatenchor rief er die Bayreuther Kantatenkonzerte ins Leben und unternahm zusammen mit ihm Konzertreisen in die Schweiz, nach Dänemark, Wien und die damalige DDR.

## Würdigung
Helmut Plattner gehörte zum „fast schon legendären Organisten-Dreigestirn Kurt Mild (1914–2008), Helmut Plattner (1927–2012) und Horst Gehann (1928–2007)“ des Verbandes der Siebenbürger Sachsen in München.
Die phonographische Würdigung von Plattners in Zeitungskritiken u. a.  weithin gepriesener Orgelkunst ist bis heute ein Desiderat geblieben, was mit an der schwierigen politischen Lage Rumäniens während Plattners aktivster künstlerischer Zeit liegt. Neben Schallplatten sind Rundfunkaufnahmen in Bukarest, Brünn, beim Westdeutschen Rundfunk und Hessischen Rundfunk vorhanden.

## Einspielungen
(soweit bekannt)
- Johann Sebastian Bach: Orgelwerke. Münchener Musikseminar (1977)
- Konzertmitschnitt 1976 aus Berliner Kirchen (West) von drei Organisten: Heinz Lohmann, Feliks Rączkowski und Helmut Plattner. Werke von Lotte Backes. Schallplatten-Vertrieb Berlin BSW 305 (1977).